# Ceratostylis philippinensis
Ceratostylis philippinensis är en orkidéart som beskrevs av Robert Allen Rolfe och Oakes Ames. Ceratostylis philippinensis ingår i släktet Ceratostylis och familjen orkidéer.
Artens utbredningsområde är Filippinerna. Inga underarter finns listade i Catalogue of Life.